# 林蔭大道 (倫敦)

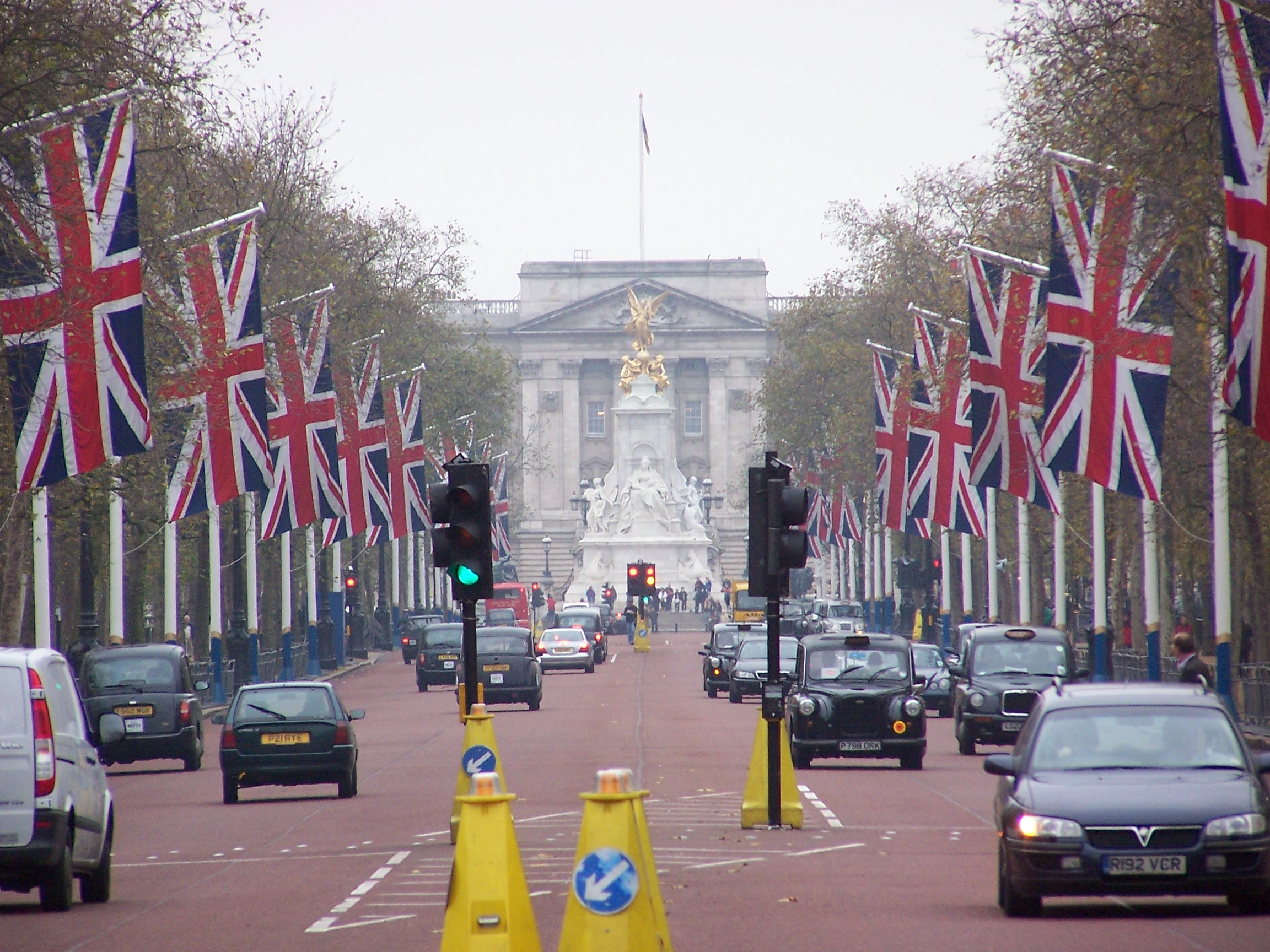
往白金漢宮方向的林蔭大道

林蔭大道是英國倫敦的一條马路，從西面的白金漢宮到東面的水師提督門和特拉法加廣場。該路在星期天、公眾假期和舉行重大儀式的日子禁止行車。
皇宮閘門面前樹立著維多利亞女王紀念碑，而水師提督門則在路的另一端則開往廣場。林蔭大道的南面是聖詹姆士公園，而北面是綠公園和聖詹姆士宮。林蔭大道的東面是騎兵衛隊閱兵場，每年祝賀英王壽辰的儀式（Trooping the Colour）都在這裡舉行。
林蔭大道建造的目的是因為十九世紀末，西方各國都在自己的首都，如巴黎、華盛頓、甚至挪威首都奧斯陸，建造專為舉行重大儀式的馬路。根據阿斯顿·韦伯爵士的設計，白金漢宮的正面被重建，而維多利亞女王紀念碑也被建造。還有，傳聞說林蔭大道可以在緊急時改為飛機跑道，協助疏散皇室成員。
當外國元首訪英時，他／她會乘坐皇室馬車通過林蔭大道拜訪英女王。屆時，林蔭大道的兩旁會掛著英國和到訪國家元首所屬國的國旗。2002年，當英女王伊利沙伯二世慶祝登基五十週年（金禧）時，超過一百萬人湧至林蔭大道觀看慶祝活動和一睹英國王室的風采。